# Pegomya crinisternita
Pegomya crinisternita är en tvåvingeart som beskrevs av Fan, Fan och Ma 1988. Pegomya crinisternita ingår i släktet Pegomya och familjen blomsterflugor. Inga underarter finns listade i Catalogue of Life.